# Heinz Schlundt
Heinz Schlundt (* 12. Juli 1920 in Buckau (Herzberg); † 1994) war ein deutscher Mittelstreckenläufer, Leichtathletiktrainer und Sportfotograf.

## Leben
Schlundt trat zum 1. November 1938 der SS bei. Zum 20. April 1943 wurde er zum SS-Hauptscharführer befördert, er gehörte der Leibstandarte Adolf Hitler und bei Kriegsende einer „Panzer-Abwehr-Abteilung“ an. 1943 und 1944 wurde er Deutscher Meister für die SS-Sportgemeinschaft Berlin.
Nach Krieg und französischer Kriegsgefangenschaft wurde er 1948 erst Läufer, dann erfolgreicher Trainer in Iserlohn. Er entdeckte und trainierte unter anderem Werner Lueg.
Durch seine Erfolge wurde der ASV Köln auf ihn aufmerksam und engagierte ihn 1959. Hier war er ein erfolgreicher Hürdentrainer, so u. a. von Günther Nickel, der Heimtrainer von Jutta Heine, bei Bayer Leverkusen trainierte er die Mittelstreckenläufer (u. a. Arnd Krüger) und beriet Kurt Bendlin. Er stand dem Ausdauertraining Ernst van Aakens nahe. Als (Sport-)Fotograf wurden seine Bilder auf Ausstellungen mit Preisen ausgezeichnet. Er gehörte dem Fachausschuss Sport der Bundes-CDU an.

## Familie
Seine Frau Therese war Hebamme, seine Tochter Ingrid Schlundt eine erfolgreiche Hürdenläuferin, sein Enkel Jussi Udelhoven wie der Großvater Deutscher Meister über 800 Meter.